# Mechaniczny przerób słomy lnianej
Mechaniczny przerób słomy lnianej – trzeci, ostatni, etap obróbki słomy w procesie pozyskiwania włókna z roślin włóknistych (len, konopie), polegający na oddzieleniu paździerzy od włókna (łyka) oraz oczyszczeniu włókna lnianego. Włókna pozyskiwane z tych roślin określa się mianem włókien łykowych.

## Fazy przerobu mechanicznego
Fazy tego procesu to:
- międlenie - zgniecenie łodyg w celu oddzielenia włókna od zdrewniałej części słomy i częściowe usunięcie paździerzy
- trzepanie - oczyszczenie włókna długiego z paździerzy. W wyniku tego zabiegu otrzymuje się, obok włókna długiego, tzw. wytrzepki zawierające włókno krótkie, paździerze i odpady roszarnicze.
- przerób wytrzepków - dodatkowe międlenie i dalsze trzepanie w celu usunięcia pozostałych paździerzy. Operacja przeprowadzana jest na zespołach pakularek obsługiwanych przez 3-4 pracowników. W wyniku otrzymuje się oczyszczone włókno krótkie, paździerze i odpady roszarnicze.

## Metody przerobu
Przerób mechaniczny słomy lnianej może odbywać się ręcznie, przy użyciu prostych urządzeń lub mechanicznie na dużych zespołach międląco-trzepiących.

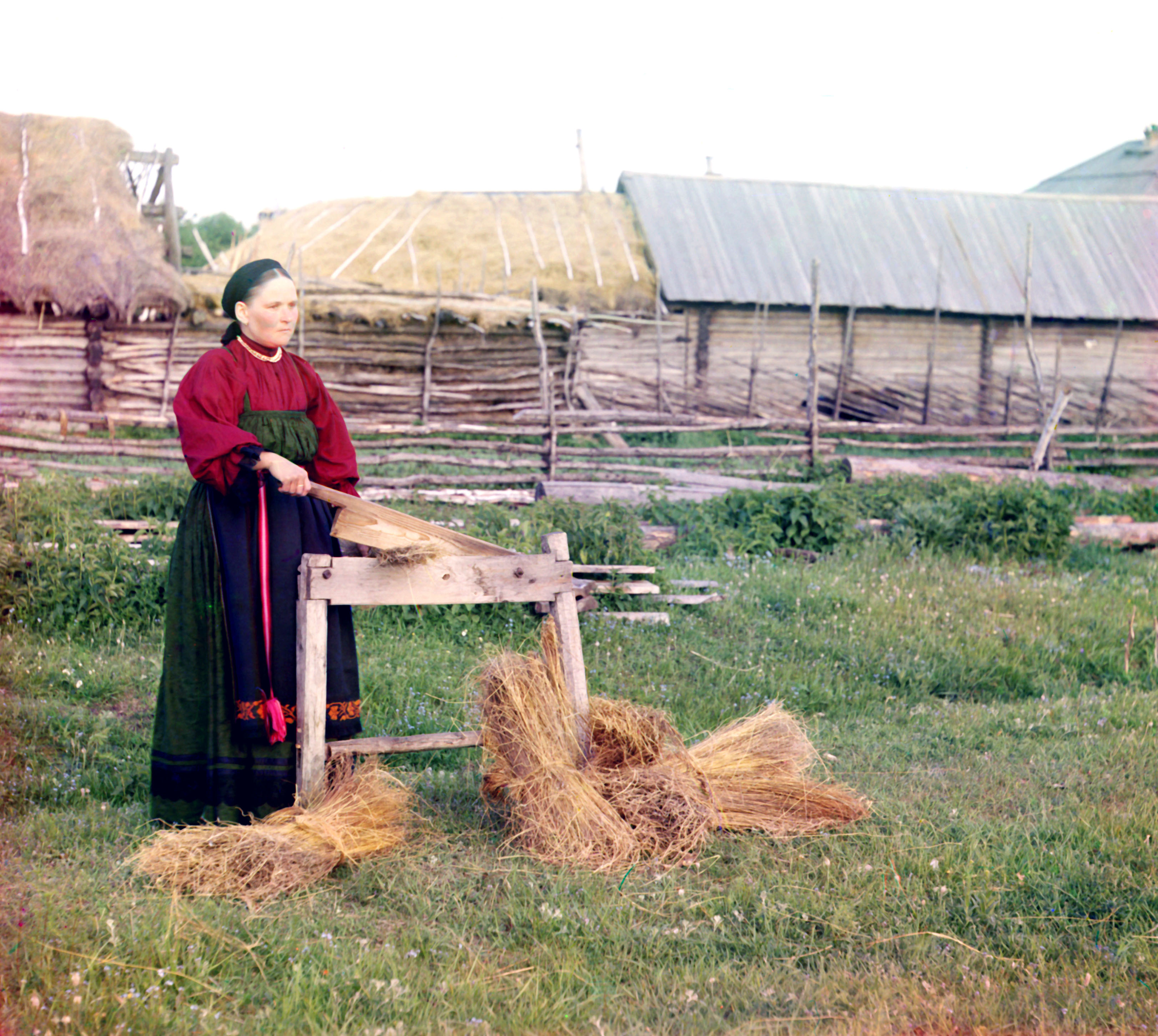
Chałupnicze międlenie lnu

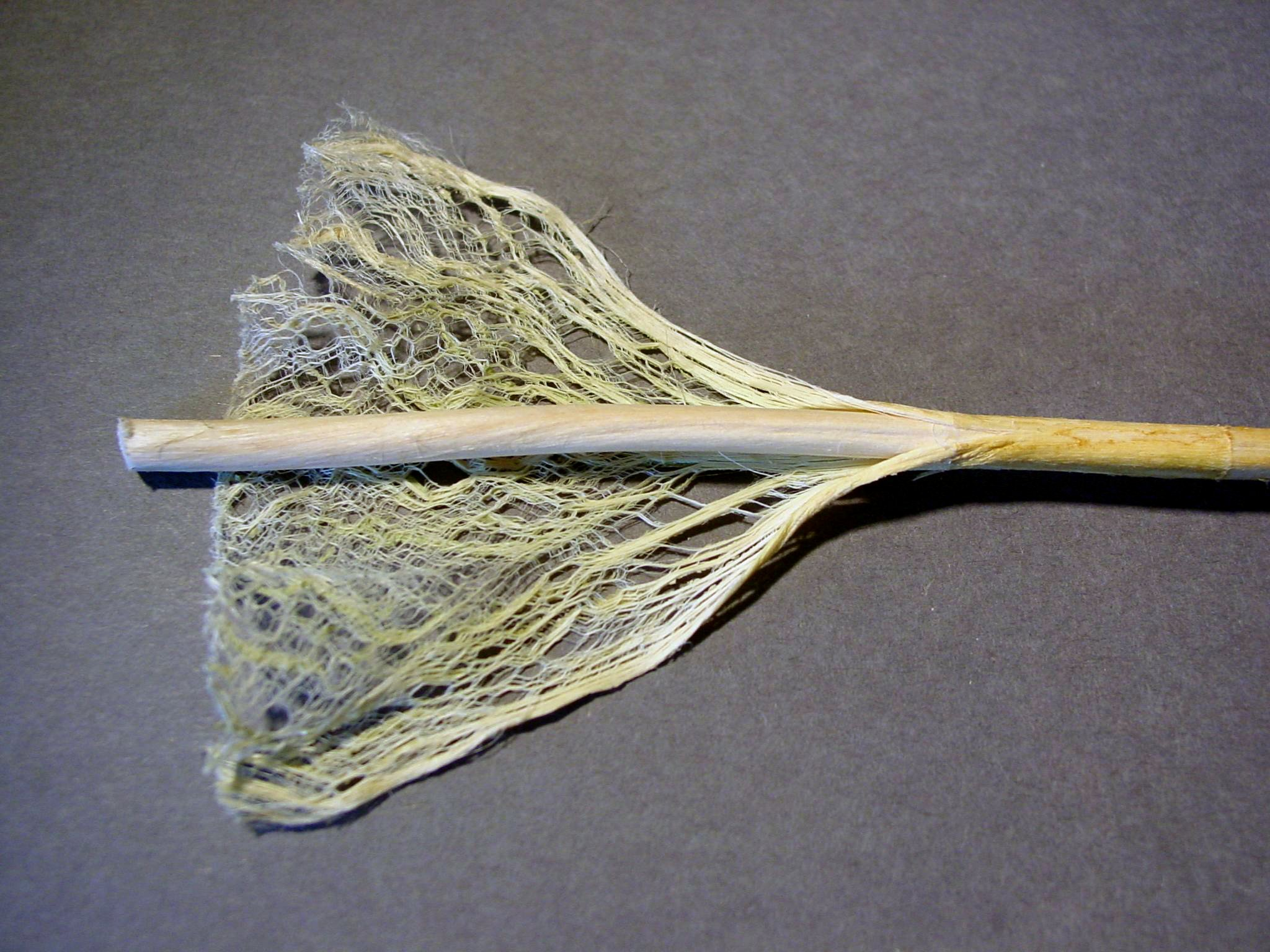
Tasiemka włókien oddzielona od zdrewniałej części łodygi lnu. Stan po procesie roszenia

### Ręcznie
Międlenie - przy tej czynności używa się międlicy. Jest to proste urządzenie wykonane z 3 listew wykonanych z twardego drewna, umieszczonych na podstawie umożliwiającej wykonywanie pracy w pozycji wyprostowanej. Załączona fotografia przedstawia międlenie wykonywane przy użyciu międlicy. W procesie tym część zdrewniała łodyg zostaje połamana i częściowo oddzielona od włókna. W wyniku tego zabiegu otrzymuje się półprodukt, który należy poddać trzepaniu w celu usunięcia paździerzy. 
Trzepanie - faza, podczas której usuwana jest reszta paździerzy z włókna. Czynność tę wykonuje się również przy pomocy prostego urządzenia zwanego trzepakiem. Jest to rodzaj wirnika napędzanego ręcznie przy pomocy korby, wyglądem przypominającego śmigło wiatraka. Garść zmiędlonej słomy umieszcza się w zacisku w taki sposób, że część słomy znajduje się w zasięgu działania łopat trzepaka. Obracający się wirnik trzepaka uderza łopatami w połamaną słomę, wytrzepując z niej paździerze. W wyniku otrzymuje się włókno długie trzepane, które następnie poddawane jest czesaniu.
Czesanie - operacja również wykonywana jest ręcznie przy użyciu drewnianych lub metalowych grzebieni. Zabieg ma na celu rozdzielenie tasiemek włókien, wyczesanie włókien krótkich (pakuł) i usunięcie pozostałych jeszcze po trzepaniu paździerzy. Włókno krótkie, po dodatkowym oczyszczeniu wykorzystuje się do wytwarzania przędz zgrzebnych, a paździerze i odpady uzyskane podczas trzepania i czesania wykorzystuje się jako materiał uszczelniający lub izolacyjny.

### Mechanicznie

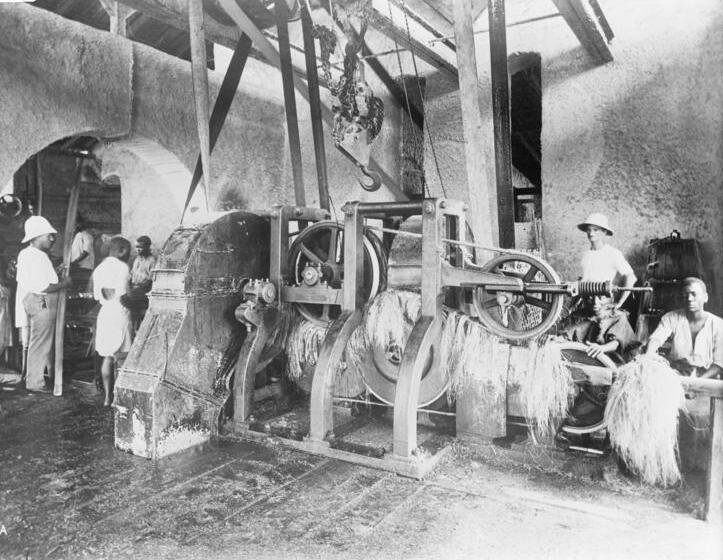
Turbina trzepiąca – przerób sizalu

Zespół międląco-trzepiący składa się z międlarki i turbiny trzepiącej. Zespół obsługiwany jest przez 6 do 8 pracowników.

#### Międlenie
Zespół międlący (międlarka) to od 1 do 12 par wałków międlących. Przy przerobie konopi stosuje się międlarki wyposażone nawet w 24 pary wałków międlących. Kolejne pary wałków międlących posiadają różne profile zębów, dzięki czemu słoma jest zgniatana i łamana pod różnymi kątami. Ułatwia to oddzielanie i wytrzepywanie paździerzy. Najczęściej stosowane profile to: prostoliniowy, falisty prostoliniowy, falisty śrubowy (lewo- i prawoskrętny). Tę fazę procesu obsługuje 3-5 pracowników.
Równomierną warstwę słomy podaje się do międlarki pod niewielkim kątem, łodygi niemal równolegle do wałków. Podczas międlenia słoma zostaje zgnieciona i usuwana jest duża ilość paździerzy. Słoma wychodząca z międlarki odbierana jest przez pracownika, który następnie, formując równomierną warstwę, podaje ją do pierwszej sekcji turbiny trzepiącej. Paździerze wytrzepane z włókna podczas tej operacji opadają do specjalnego kanału, z którego za pomocą dużego wentylatora transportowane są do magazynu paździerzy. Tutaj są prasowane w bele po 100 kg i magazynowane. Stanowią surowiec do produkcji płyt paździerzowych, które właściwościami są zbliżone do płyt wiórowych. Niektóre roszarnie mają własne oddziały produkcji tych płyt, a inne odsprzedają paździerze zakładom płyt paździerzowych.

#### Trzepanie
Słoma podawana do transportera zakleszczana jest częścią korzeniową między dwoma specjalnie wyprofilowanymi pasami gumowymi. Transporter przemieszcza słomę między parą bębnów trzepiących, które trzepią część wierzchołkową słomy. 
Z pierwszej sekcji, częściowo wytrzepana słoma (włókno), transportowana jest do drugiej sekcji, która jest przesunięta względem pierwszej o kilkanaście centymetrów. Przesunięcie to powoduje, że druga sekcja zakleszcza wytrzepane już włókno, a pomiędzy bębny trzepiące tej sekcji wprowadzana jest niewytrzepana część korzeniowa słomy. Długość każdej sekcji trzepiącej (bębnów) wynosi ok. 2,5 m. Wytrzepki opadają na transportery taśmowe umieszczone pod każdą sekcją. Transportery umieszczone w pomieszczeniu położonym o jedną kondygnację niżej niż turbina przenoszą wytrzepki do pakularek. Jeden transporter zbiera wytrzepki z części korzeniowej łodyg słomy a drugi z części wierzchołkowej łodyg. Wytrzepki te są również oddzielnie przerabiane w następnych procesach.
Oczyszczone włókno, odbierane na wyjściu drugiej sekcji trzepiącej, jest sortowane na włókno długie i niedotrzep, który jest przeznaczony do przerobu na pakularkach. Z niedotrzepu, po obróbce na pakularkach, uzyskuje się przędzę pakulaną wysokiej jakości niewiele odbiegającej od jakości przędzy czesankowej produkowanej z włókna długiego. Niedotrzep klasyfikowany jest jako najwyższy numer włókna krótkiego i z niewielkim dodatkiem włókien niższych numerów jest surowcem do produkcji wysokiej jakości przędz zgrzebnych.

## Produkty procesu trzepania
W wyniku tego procesu otrzymuje się:
- włókno trzepane (długie) – surowiec do produkcji wysokiej jakości przędz czesankowych
- wytrzepki - półprodukt zawierający różnej długości włókna zmieszane z paździerzami jest kierowany do dalszego przerobu, w wyniku którego otrzymuje się:
  - włókno krótkie – nazywane potocznie pakułami – surowiec do produkcji przędz zgrzebnych (pakulanych)
  - paździerze – surowiec do produkcji płyt paździerzowych
  - odpady roszarnicze – surowiec dla przemysłu papierniczego.
  - pyły produkcyjne – jedyny produkt odpadowy w procesie przerobu słomy lnianej lub konopnej.

### Włókno długie
Podstawowym produktem procesu trzepania jest włókno długie. Oczyszczone włókno jest sortowane, klasyfikowane i pakowane w luźne wiązki po 20 kg. W tej postaci dostarczane jest do działu przygotowawczego przędzalni – czesalni.

### Wytrzepki
Powstające wytrzepki, zawierające splątane, nieoczyszczone włókna krótkie i paździerze, są następnie poddane przerobowi na pakularkach celem rozdzielenia tych produktów. Wytrzepki spod każdej sekcji turbiny trzepiącej przenoszone są przy pomocy transporterów taśmowych na stoły robocze pakularek.

## Obróbka włókna krótkiego (pakuł)
Przerobu wytrzepek i oczyszczania włókna krótkiego dokonuje się na zespołach pakulanych (pakularkach) obsługiwanych przez 3-4 pracowników. Każda pakularka składa się z 2-3 sekcji międląco-trzepiących i wytrząsaczy. Zadaniem sekcji międląco-trzepiącej jest zgniecenie przyschłych paździerzy, a co najmniej jedna para bębnów trzepiący ma za zadanie ich oddzielenie od włókna. Wytrząsacze to szczeblakowe transportery wprawiane w ruch drgający, które oddzielają pozostałe jeszcze paździerze. Na wyjściu pakularki włókno jest sortowane i partie niedoczyszczone wracają na początek pakularki do powtórnego czyszczenia. 
Podczas odbioru z pakularki włókno jest sortowane i klasyfikowane. Rozróżnia się 4 klasy (numery) włókna krótkiego:
- numer 2 - włókno bardzo krótkie stosowane tylko w mieszankach jako dodatek do wyższych numerów włókna
- numer 4 - włókno o nieco większej długości stosowane również tylko w mieszankach
- numer 6 - włókno dobrej jakości stosowane do produkcji przędz pakulanych wątkowych. Stosowane również w mieszankach z włóknami o niższych numerach
- numer 8 - włókno bardzo dobrej jakości stosowane jako surowiec do produkcji zgrzebnych przędz osnowowych i wysokiej jakości przędz wątkowych.

Klasy uzyskiwanego włókna bardzo ściśle zależą od poprzednich procesów. Błędy w procesie roszenia i suszenia słomy obniżają jakość włókna. Sklasyfikowane włókno jest transportowane do magazynu włókna krótkiego gdzie jest prasowane w bele po 60 kg, każda klasa oddzielnie. W tej postaci są transportowane do działu przygotowawczego przędzalni, gdzie poddawane są zgrzebleniu. Paździerze jako produkt uboczny powstające w tej operacji transportowane są przy pomocy wentylatorów do magazynu paździerzy. Odpady roszarnicze są prasowane w bele, podobnie jak włókno i w tej postaci transportowane do zakładów papierniczych.